# The Phantom Lodge
The Phantom Lodge drugi je studijski album švedskog black metal-sastava Diabolical Masquerade. Album je u travnju 1997. godine objavila diskografska kuća Adipocere Records.

## Popis pjesama
Tekstovi i glazba: Blackheim. 
| 1.    | »Astray Within the Coffinwood Mill«                | 4:07 |
| 2.    | »The Puzzling Constellation of a Deathrune«        | 6:11 |
| 3.    | »Ravenclaw«                                        | 8:17 |
| 4.    | »The Walk of the Hunchbacked«                      | 4:31 |
| 5.    | »Cloaked by the Moonshine Mist«                    | 5:14 |
| 6.    | »Across the Open Vault and Away...« (instrumental) | 1:52 |
| 7.    | »Hater«                                            | 2:38 |
| 8.    | »The Blazing Demondome of Murmurs and Secrecy«     | 5:00 |
| 9.    | »Upon the Salty Wall of the Broody Gargoyle«       | 4:51 |
| 42:41 |                                                    |      |

## Recenzije
Stewart Mason, glazbeni kritičar sa stranice AllMusic, dodijelio je albumu tri i pol od pet zvjezdica te je izjavio: "The Phantom Lodge bio je drugi album multi-instrumentalista Andersa Nyströma pod projektnim nazivom Diabolical Masquerade. Izvorno ga je 1997. godine objavila manja diskografska kuća u njegovoj rodnoj Švedskoj, dok ga je desetljeće kasnije [ponovno objavio Peaceville Records], ovaj put na širem prostoru. Kao što je slučaj i s kasnijim, ispoliranijim projektima Diabolical Masqueradea, oni koji ponešto znaju o opskurnijim kutovima povijesti metala shvatit će da The Phantom Lodge jako zvuči kao moderna black metal izvedba [pjesama] talijanskog atmosferičnog progresivnog metal sastava Goblin, koji je djelovao tijekom 1970-ih te koji je postao poznat po skladanju filmske glazbe za razne europske horor filmove tadašnjeg doba. Na ovom su albumu standardni black metal blast beatovi i žestoki skladni rifovi poduprijeti ne samo promišljenim atmosferičnim klavijaturma (koje su vrlo česte u podžanru znanom kao simfonijski black metal), nego i intrigantnijim dodatkom narodnih instrumenata i melodija. Na osmominutnoj epskoj skladbi "Ravenclaw" piskutajuće flaute i gajde natkriljuju ratničke bubnjeve, istovremeno izvrsno izbjegavajući zvučati kao "Stonehenge" dio [filma] "This Is Spinal Tap", a dvominutni instrumental "Across the Open Vault and Away" spaja zvonku, flautističku klavijatursku melodiju koja jako podsjeća i na europski prog stare škole i na klasičniji kraj softcore pornića iz 1970-ih s prekrasno suzdržanom gitarskom dionicom prije nego što bukne u speed metal headbanganje skladbe "Hater", koju Nyström započinje dobrim staromodnim opernim urlikom te nakon kojeg se vraća u svoj standardniji death groktaj. S vokalnog gledišta Nyström izbjegava grlene klišeje Keksomlatova režanja: često ispuštajući visoke tonove s privlačno čudnom gušećom kvalitetom, njegovi vokali, kao i glazba, očijukaju s uobičajenim black metalom [...], ali s dovoljno osobnošću da u The Phantom Lodgeu ne bi morali uživati samo najtvrdokorniji obožavatelji black metala."

## Zasluge
| Diabolical Masquerade - Blackheim – vokali, gitara, bas-gitara, klavijature, produkcija, ilustracije, logotip Ostalo osoblje - Peter In de Betou – mastering - Jean-Pascal Fournier – naslovnica - Reesycle.com – dizajn - Mala – fotografija - Jeroen van Valkenburg – ilustracije |  | Dodatni glazbenici - Sean C. Bates – bubnjevi, udaraljke - Tina Sahlstedt – flauta (na pjesmama 5 i 6) - Marie Gaard Engberg – flauta (na pjesmama 5 i 6) - Ingmar Döhn – bas-gitara (na pjesmi 5) - Roger Öberg – vokali (na pjesmi 1) - Dan Swanö – vokali (na pjesmi 7), dodatno programiranje, produkcija, inženjer zvuka, miksanje |